# Ель сизая
Eль сизая (лат. Picea glauca), также Ель канадская, Ель белая — вечнозелёное древесное растение, вид рода Ель (Picea) семейства Сосновые (Pinaceae). Происходит из Северной Америки. Культивируется как декоративное растение.

## Ареал
Ареал и место происхождения вида — Северная Америка от северной Аляски на западе до Ньюфаундленда на востоке. На севере территория распространения ограничена лесотундрой, на юге — севером Монтаны , Мичигана, Мэна, Висконсина, также изолированные популяции в Южной Дакоте и Вайоминге. Вид весьма распространён, охранный статус оценивается как с наиболее низкой угрозой.

## Описание вида
Ель сизая представляет собой вечнозелёное хвойное дерево, высотой 15—20 м, редко до 40 метров. Диаметр ствола — до 1 метра.
Кора тонкая, чешуйчатая. Крона узкоконическая у молодых деревьев, у старых деревьев становится цилиндрической. Хвоя длиной 12—20 мм, ромбической формы в сечении. Цвет сине-зелёная сверху и сине-белая снизу.
Шишки слабо цилиндрические, длиной 3—7 см и шириной до 2,5 см. Цвет шишек зелёный или красноватый, зрелая шишка коричневая. Семена чёрные, длиной 2—3 мм с со светло-коричневым крылом длиной 5—8 мм.

## В культуре
Является деревом символом канадской провинции Манитоба, а также североамериканского штата Южная Дакота.
В Ботаническом саду БИН РАН отмечается в каталогах с 1816 года, выращивается и в настоящее время. Имеется также в коллекциях Лесотехнической академии и научно-опытной станции «Отрадное».
В ГБС известна с 1973 года. Высажено 14 образцов (266 экз.), выращены из семян, полученных из Госзеленхоза (Москва), Копенгагена (Дания), Липецкой ЛОСС, Киева, Казани, Онтарио, Монреаля (Канада), Потсдама (Германия), США (из природы). Дерево, в 33 года высота 14,7 м, диаметр ствола 24-33 см. Вегетация с 26 апреля ± 8 дней. Ежегодный прирост 15-28 см. Пылит с 8 лет, ежегодно, обильно, с 14 мая ± 6 дней до 23 мая ± 8 дней. Семена созревают к середине сентября. Зимостойкость высокая. Жизнеспособность семян 71 %. Зимние черенки без обработки не укореняются. В озеленении Москвы встречается редко.
Рекомендуется для одиночных и групповых посадок, карликовые формы перспективны для каменистых горок. Успешно растёт как в морском, так и континентальном климате. Достаточно засухоустойчива. Не требовательна к почвам, мирится с бедными и песчаными почвами. Хорошо противостоит ветрам, разводится как ветрозащитная. К газам и дыму менее чувствительна, чем ель европейская.

## Таксономия
Picea glauca (Moench) Voss, 1907, Mitt. Deutsch. Dendrol. Ges. 16:93.
Вид имеет обширную синонимику:

### Синонимы
- Abies alba (Aiton) Michx. nom. illeg.
- Abies arctica A.Murray bis
- Abies canadensis Mill. (Ель канадская[6])
- Abies coerulea Lodd. ex J.Forbes
- Abies laxa (Münchh.) K.Koch
- Abies virescens R.Hinterh. & J.Hinterh.
- Picea acutissima Beissn.
- Picea alba (Aiton) Link (Ель белая[7])
- Picea canadensis (Mill.) Britton, Sterns & Poggenb. nom. inval.
- Picea coerulea (Lodd. ex J.Forbes) Link
- Picea laxa Sarg.
- Picea tschugatskoyae Carrière nom. inval.
- Pinus alba Aiton
- Pinus canadensis Du Roi nom. illeg.
- Pinus coerulea Lodd. ex Loudon nom. inval.
- Pinus glauca Moench
- Pinus laxa (Münchh.) Ehrh.
- Pinus tetragona Moench
- Pinus virescens Neilr. nom. inval.

## Сорта
- 'Alberta Globe'. Обнаружена до 1967 года у К. Штренга младшего в Боскопе. Мутация сорта 'Conica'. Карлик с кроной шаровидной формы. Побеги тонкие, короткие, коричневые, блестящие, без опушения. Почки мелкие, коричневые, яйцевидные, несмолистые. Хвоя зелёная, 6—9 мм длиной. Рекомендуется для альпинариев. В возрасте 10 лет диаметр около 30 см[8][9][10]. Высота взрослых растений около 90 см, ширина около 120 см. Зоны морозостойкости: 3a—7b. Почвы от кислых (pH=5,1) до нейтральных (pH=7,5)[11]. Этот сорт в 1968 году получил в Голландии золотую медаль[12].
- var. albertiana. Выше чем видовые растения. Крона тонкая, молодые ветви слегка опушённые. Почки слегка смолистые. Иголки острые, длиной 12—24 мм. Шишки относительно мелкие с чешуи тупые с зубчатой бахромой[9].
- 'Blue Wonder' Гюнтер Кордес, 1984. Патент PP10933, выдан 1 июня 1999 года. Естественная мутация 'Conica'. В возрасте 3—5 лет ежегодный прирост от 6 до 8 см в год, у растений старше 5 лет, прирост от 8 до 20 см в год. Растения в возрасте 18 лет могут достичь высоты около 2 метров с основным диаметром около 75 см. Хвоя сине-зелёная. Фенотип может несколько меняться с изменением среды, таких как температура, освещенность, кислотность почвы и т. п. По сравнению с растениями сорта 'Conica', растения сорта 'Blue Wonder' более компактны, имеют голубоватые иглы и растут медленнее[13].
- 'Coerulea'. Редкая форма. Крона приземистая, кеглевидная. Иголки короткие и плотные, от голубовато-зелёных, до серебристо-серых[9].
- 'Conica' (syn.: Picea canadensis cv. conica, Picea glauca f. albertiana cv. conica). Самая старая из форм ели сизой в Европе. Найдена в 1904 году Редером и Джеком на озере Лигган в Канаде. Рост очень медленный. Крона плотная, узкая, равномерно-кеглевидная, коническая или яйцевидно-коническая. Ветви нежные, загнутые. Молодые побеги жёлто-серые, со слабым блеском, в бороздках слегка опушённые. Почки мелкие, коричневые, яйцевидные, несмолистые. Молодая хвоя зелёная, позже тёмно-зелёная, около 10—15 мм длиной[9][10]. В возрасте 10 лет высота около 1 м[14], по некоторым данным может достигать высоты 1.8—2.4 м. Зоны морозостойкости от 3a до 7b. Почвы от кислых (pH=6.1) до нейтральных (pH=7,5)[15].
В ГБС с 1947 года. В 50 лет высота 180 см, диаметр кроны 140 см. Ежегодный прирост 1,5 см. Не пылит. Зимостойкость высокая. Укореняется 75 % летних черенков без обработки.
- 'Daisy’s White' L. Jeurisen-Wijnen, 1979 (syn. 'JW Daisy White', 'Conica Sulphurea'). Полное название: Picea glauca var. albertiana 'Daisy’s White'. 
Мутация Picea glauca 'Conica', найдена в Бельгии. Расшифровка названия: JW = Jeurisen-Wijnen, Daisy = имя внучки оригинатора, White = цвет молодых побегов[16]. Крона пирамидальная. В возрасте 10 лет высота около 80 см. Цвет молодых приростов меняется от жёлто-масляного к белому, затем к зелёному[17]. Красивый цвет сохраняется до 6 недель. 
Достаточно засухоустойчива, не требовательна к почвам, мирится с бедными и песчаными почвами. Хорошо противостоит ветрам[18]. Зоны морозостойкости: 3a—7b. Почвы от кислых (pH=5,1) до нейтральных (pH=7,5)[19].
- 'Echiniformis'. Карликовая форма. Крона плоская, кустистая. Ветви короткие. Иголки радиальные, жёсткие, интенсивно голубовато-зелёные, длиной 16—22 мм. Рекомендуется для использования на альпийских горках[9].
- 'Gnom'. Мутация сорта 'Conica' с отчётливо серо-зелёной хвоей. Годовой прирост 3—5 см[9].
- 'Laurin'. Мутация сорта 'Conica'. Обнаружена в 1950 году у Арнольда (Гольштейн). Карликовая медленно растущая, широко распространённая форма. Расположение ветвей плотное. Годовой прирост 1,5—2,5 см. Иголки расположены радиально, 5—10 мм длиной, тёмно-зелёные[9].
- 'Lilliput' (Syn.: Picea alba 'Lilliput', Picea canadensis 'Lilliput', Picea glauca albertiana 'Lilliput'). Крона округлая или слегка коническая. Хвоя светло-зелёная, молодая ярко-зелёная[20].
- 'Nana'. Карликовая, часто встречающаяся форма, высотой до 1 м. Крона закруглённая, широкая. Ветви многочисленные, расположены плотно. Иголки расположены радиально, 7—8 мм длиной, тонкие, жёсткие, серо-голубые[9].
- 'Sanders Blue'. Карликовая форма с узко-конической кроной. Высота 10-летних растений около 120 см, ширина 60 см. В более старшем возрасте может достичь высоты 6 метров при ширине 3 метра. Молодые побеги коричневые, со слабым блеском, без опушения, с средней длины полосками либо выраженными листовыми подушечками. Почки крупные либо среднего размера, округлые, несмолистые, расположены на верхушке, в середине и у основания побега. Не цветёт. Старая хвоя тёмно-зелёная, молодая голубовато-зелёная. Устьичные полоски с четырёх сторон по 1—3 ряда. Зоны морозостойкости: 3—6[10][21].